# Купчинецкая сельская община
Купчинецкая сельская община (укр. Купчинецька сільська громада) — территориальная община в Тернопольском районе Тернопольской области Украины.
Административный центр — село Купчинцы.
Население составляет 3332 человека. Площадь — 88,9 км².
В соответствии с распоряжением Кабинета Министров Украины от 12 июня 2020 года, в состав общины вошла территория Денисовского, Ишковского, Купчинецкого и Ястребовского сельских советов упразднённого Козовского района.

## Населённые пункты
В состав общины входит 8 сёл:
- Купчинцы
  - Драгомановка
- Денисовский старостинский округ:
  - Весновка
  - Денисов
- Ишковский старостинский округ:
  - Дворище
  - Ишков
  - Росоховатец
- Ястребовский старостинский округ:
  - Ястребово